# 苫前站

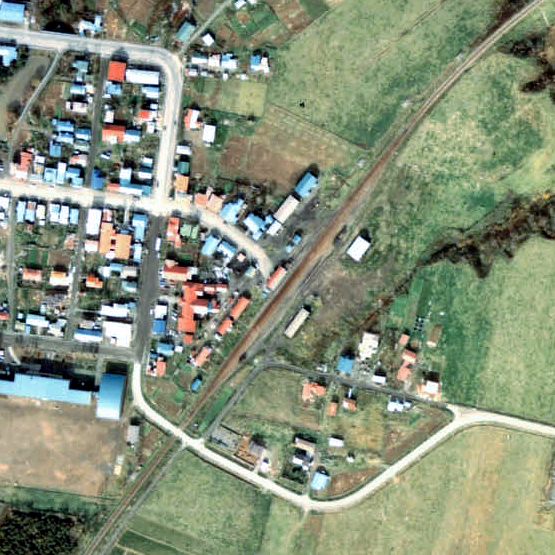
1977年的苫前站與方圓約500米範圍。右上方為羽幌方向。當時設有1面1線的單式月台，車站大樓旁邊設有貨物月台和引込線。車站後方貨物月台旁邊設有兩條副本線。圖中看不到島式月台的樣子。町內主要的產業是水產和農業，車站後方設有倉庫。北和南邊均設有副本線。圖中看到DE15犁式除雪車。在1965年前，苫前港設有前往天賣、燒尻的定期航線，因此有許多人於此站下車前往乘船，也有許多物資來往。

苫前站（日语：／ Tomamae eki */?）是位於北海道苫前郡苫前町字苫前，日本國有鐵道（國鐵）的羽幌線車站（廢站）。隨著羽幌線廢線，車站在1987年（昭和62年）3月30日廢除。
截至1986年（昭和61年）10月前行走的急行「羽幌」停靠此站。

## 歷史
- 1932年（昭和7年）9月1日 - 鐵道省羽幌線古丹別站至羽幌站之間開通，此站啟用[1]。當時為一般站[1]。
- 1949年（昭和24年）6月1日 - 日本國有鐵道成立，成為日本國有鐵道車站。
- 1980年代前半[注 1] - 成為業務委託車站。
- 1982年（昭和57年）3月29日 - 結束處理貨物[1]。
- 1984年（昭和59年）2月1日 - 結束處理行李[1]。
- 1987年（昭和62年）3月30日 - 羽幌線全線廢除，此站也廢除[1]。

## 車站構造
截至車站廢除前，車站是一座地面車站，設有1面1線的單式月台。月台位於路軌西邊（幌延方向的列車開會開啟左邊車門）。曾經此站設有2面3線的混合式月台（單式月台、島式月台），當時也設有貨物側線，可進行列車交會。島式月台在停用後變為一條側線。另外在幌延一方設有分支側線た。
此站是業務委託車站，車站大樓位於站內西邊，與月台有一些距離。

## 站名的由來
車站名稱取自地名。地方名「苫前」源自阿伊努語的「トマ・オマ・イ→トママイ」，其意思是堇葉延胡索、有、處。

## 使用狀況
- 在1981年度（昭和56年度），1日的上下車人次為153人[3]。

## 車站周邊
- 北海道道582號苫前停車場線（日语：北海道道582号苫前停車場線）
- 國道232號（日语：国道232号）（天賣國道/日本海奧羅龍線（日语：日本海オロロンライン））
- 道之驛風W苫前（日语：道の駅風Wとままえ）
- 苫前町公所
- 羽幌警署（日语：羽幌警察署）苫前駐在所
- 苫前郵局
- 留萌信用金庫（日语：留萌信用金庫）苫前分店
- 苫前町立苫前中學
- 苫前町立苫前小學
- 苫前岬 - 車站西北方約1.2公里[3]。
- 沿岸巴士「苫前上町」巴士站

## 現況

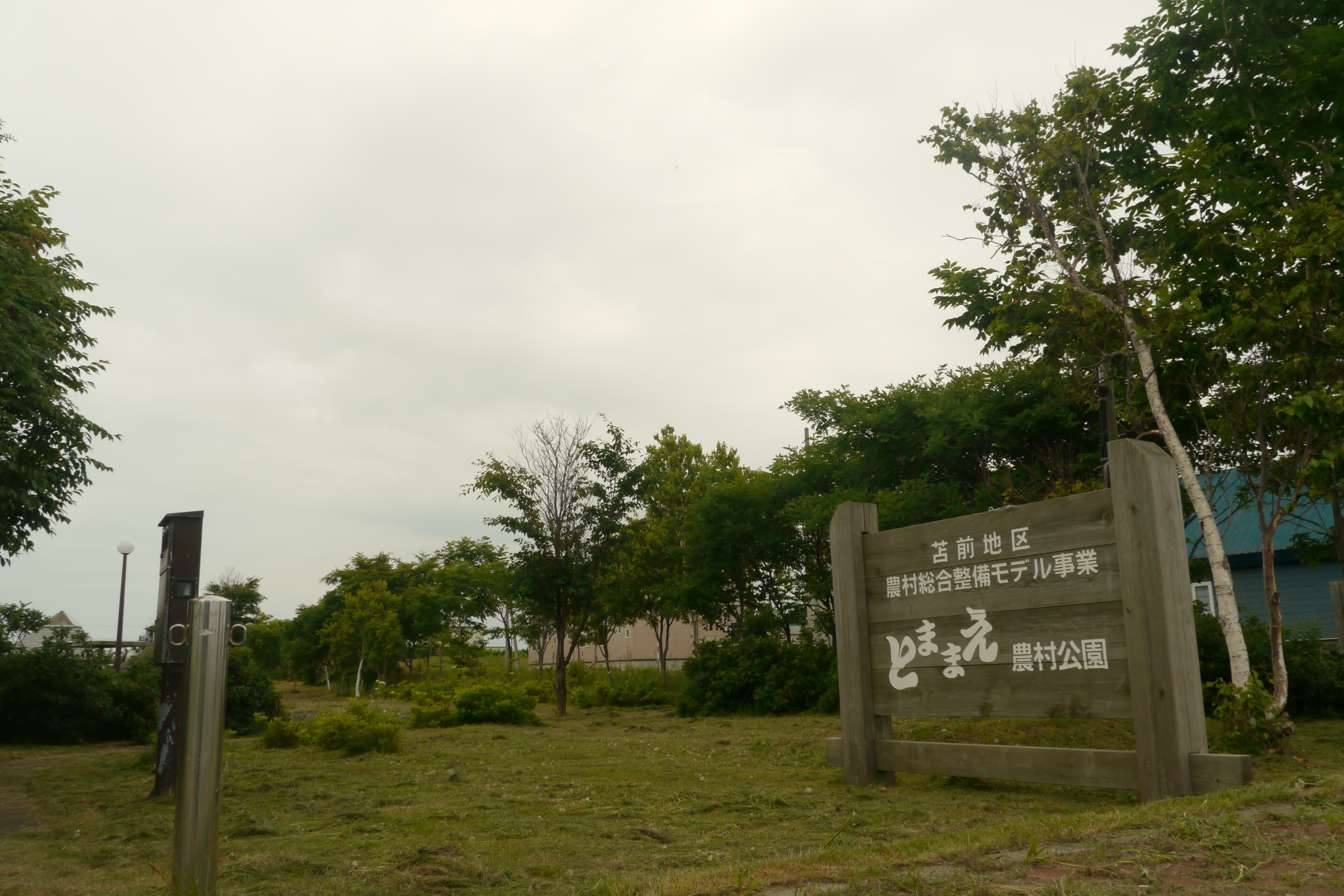
苫前站蹟（苫前農村公園）

車站大樓和月台已經撤走。截至1999年（平成11年），只剩下「構內食堂」招牌的廢屋。截至2010年（平成22年），車站遺址建設了「農村公園」，該處設有農業倉庫。

## 相鄰車站
日本國有鐵道
羽幌線
上平－苫前－（興津臨時乘降場）－羽幌

## 注腳

## 外部連結
- 羽幌線廢線跡調査 （页面存档备份，存于）（日語）